# Ludwig-Landmann-Straße
Die Ludwig-Landmann-Straße ist eine Ein- und Ausfallstraße in Frankfurt am Main. Sie verläuft im Westen der Stadt durch die Stadtteile Bockenheim, Rödelheim, Hausen und Praunheim. Sie ist Teil der Bundesstraße 44. Anders als die meisten anderen Hauptstraßen der Stadt ist sie keine alte Straße, sondern ein Werk des 20. Jahrhunderts, ihre zwei Bauabschnitte repräsentieren jedoch zwei wichtige Phasen Frankfurter Stadtbaugeschichte: den Siedlungsbau Ernst Mays Ende der 20er Jahre sowie die Hochphase autogerechter Stadtplanung um 1970.

## Benennung
Die Straße ist nach dem fünften Frankfurter Oberbürgermeister Ludwig Landmann benannt, der einige Wohnsiedlungen entlang der Straße initiiert hat. Ihr ehemaliger Name lautete Hindenburgstraße, nach dem ehemaligen Reichspräsidenten Paul von Hindenburg. Die Straße trug seinen Namen von 1931 bis 1947.

## Bedeutung
Neben der überregionalen Bedeutung als Bundesstraße ist die Ludwig-Landmann-Straße hauptsächlich eine innerstädtische Verbindungsspange zwischen den Gewerbegebieten in Bockenheim und denen entlang der Heerstraße in Praunheim. Zudem verbindet sie die nordwestlichen Trabantensiedlungen mit der Frankfurter Innenstadt. Der nordwestliche Abschnitt wurde zuletzt durch den Bau der Rosa-Luxemburg-Straße stark entlastet.

## Verlauf
Die Straße besteht im Wesentlichen aus zwei Teilen. Der südliche, jüngere Teil vom Katharinenkreisel bis zum Kreisverkehr in Hausen ist eine Tangente, die zwei stadteinwärts führende Autobahnen miteinander verbindet und die nur an wenigen Stellen direkt bebaut ist. Der ältere Teil führt von Hausen direkt stadtauswärts.

### Katharinenkreisel
Die Ludwig-Landmann-Straße beginnt im Stadtteil Bockenheim am Katharinenkreisel als Teil der Bundesstraße 44. Der Kreisverkehr verbindet sie mit der Straße Am Römerhof (Richtung Rebstockgelände), der Theodor-Heuss-Allee (Richtung Kuhwaldsiedlung/Messegelände/Stadtzentrum), der Voltastraße (Richtung City-West) und der Wiesbadener Straße (Bundesautobahn 648). Ursprünglich endete die Autobahn am damaligen Opelrondell. Seit 1967 existiert dort eine Anschlussstelle, die Autobahn wurde über eine Brücke in Richtung Messegelände verlängert, um den Kreisel zu entlasten. Den ursprünglichen Namen Opelrondell erhielt der Kreisel durch einen Opel-Händler, der hier bis in die neunziger Jahre seine Niederlassung hatte, 2003 wurde der Kreisel offiziell nach der Stifterin Katharina zum Rebstock benannt.

### Südlicher Straßenabschnitt

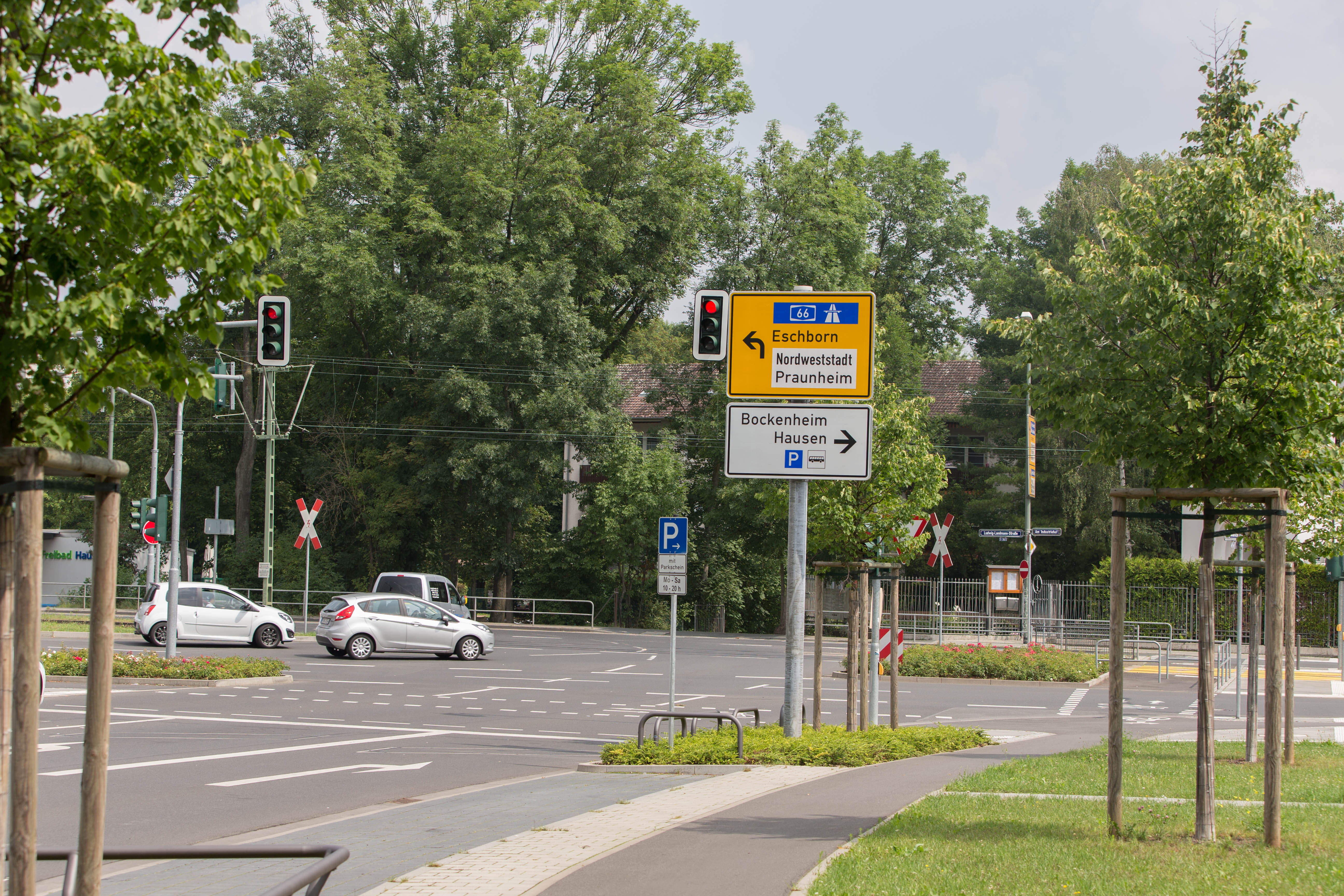
Bereich des ehemaligen Fischsteinkreisels im Verlauf der Ludwig-Landmann-Straße. An dieser Stelle wendet sich die Straße Richtung Nordwesten.

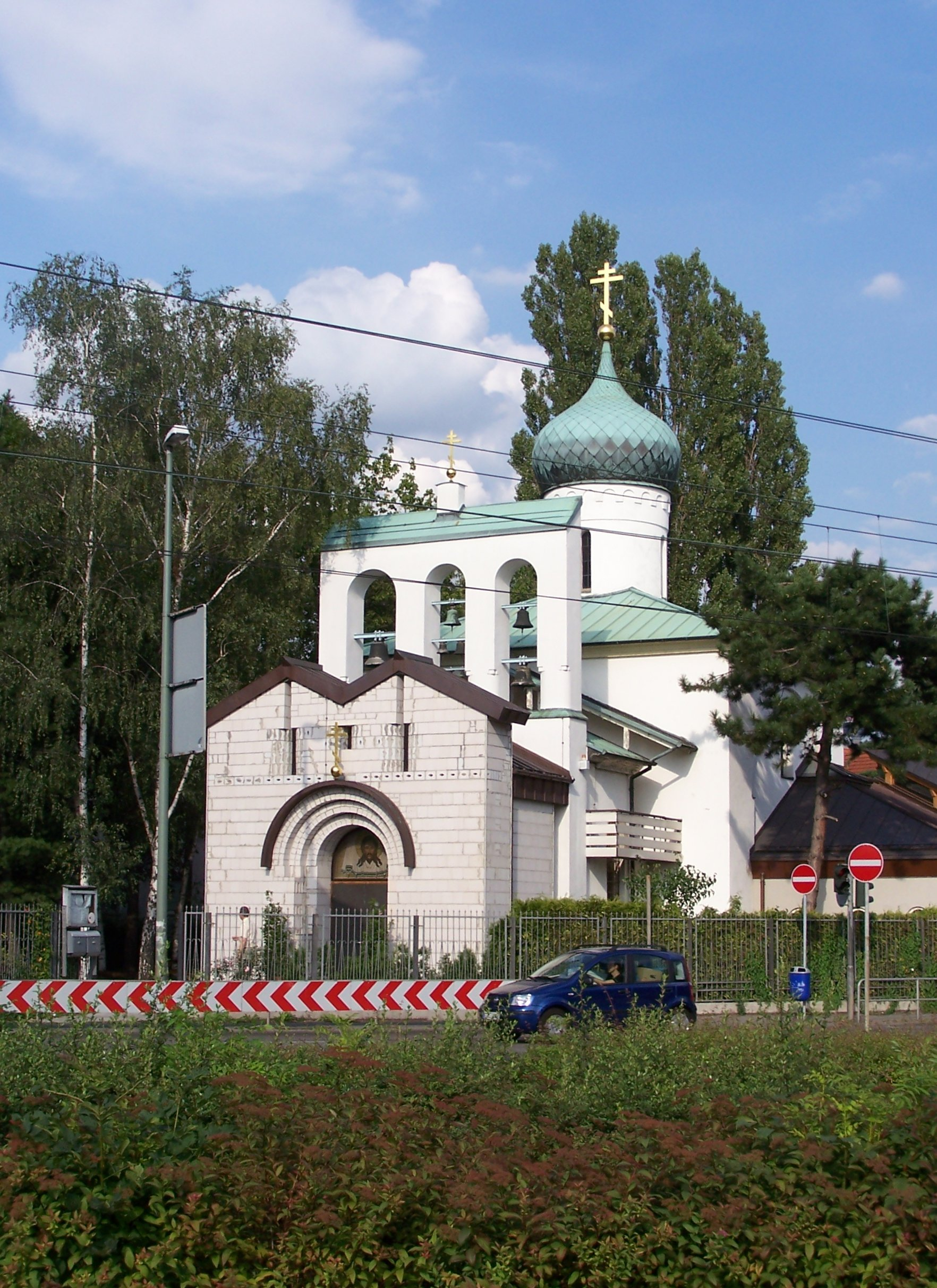
Die russische Kirche an der Ludwig-Landmann-Straße

Die Straße biegt in nordwestlicher Richtung vom Kreisverkehr ab und überquert kurz darauf die Homburger Bahn. Auf der rechten Seite liegt der nördliche Teil der Bockenheimer City-West, auf der linken Seite die Postsiedlung.
Die danach kreuzende Rödelheimer Landstraße war bis ins 19. Jahrhundert Teil der mittelalterlichen Handelsstraße von Frankfurt nach Köln, hat heute aber nur noch für den eigenen Stadtteil Bedeutung.
Nach der Kreuzung führt die Straße ein kurzes Stück durch den Frankfurter Grüngürtel. Danach folgt rechts der Industriehof. Auf der linken Seite liegt der Brentanopark im Stadtteil Rödelheim mit dem Brentanobad, dem größten Freibad Europas, und dem Stadion am Brentanobad, dem Spielort des mehrfachen deutschen Frauenfußballmeisters 1. FFC Frankfurt und des traditionsreichen Männer-Fußballclubs Rot-Weiss Frankfurt. Am ehemaligen Fischsteinkreisel verläuft die Ludwig-Landmann-Straße ein kurzes Stück durch den Stadtteil Hausen. Dort liegt auch die russisch-orthodoxe St.-Nikolaus-Kirche sowie das Freibad des Stadtteils.

### Praunheim

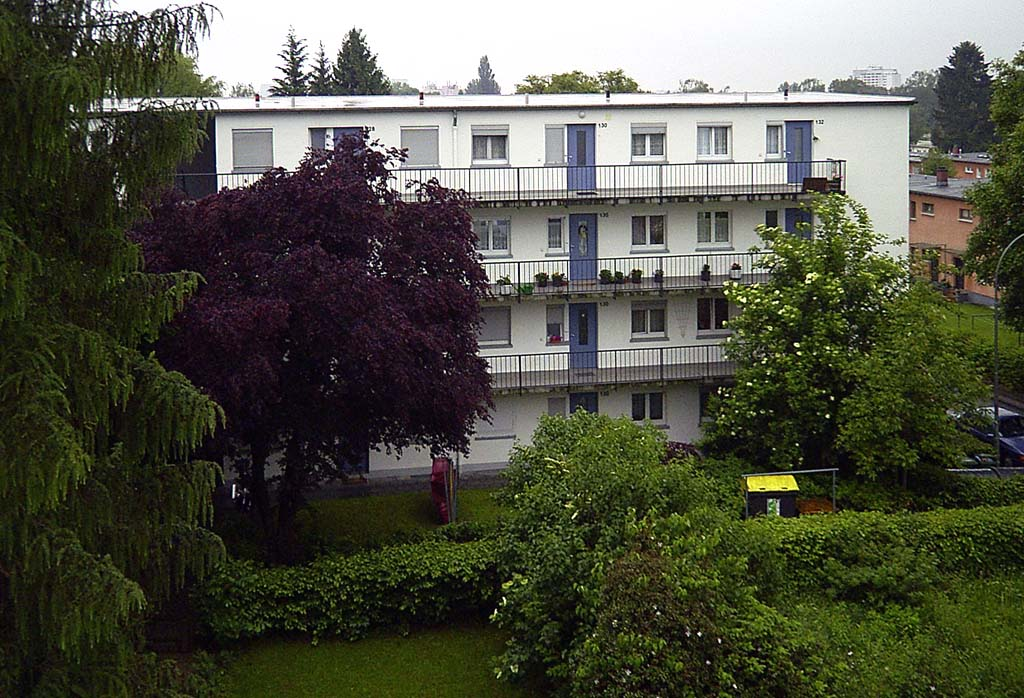
Laubenganghaus in der Siedlung Westhausen, etwa an der U-Bahn-Station Friedhof Westhausen, stadteinwärts

Nach dem Kreisel verläuft in der Mitte der hier achtspurig ausgebauten Straße die Trasse der U-Bahn-Linie U7. Nach der Niddaquerung folgt ein kurzer Streckenabschnitt durch Rödelheim mit der U-Bahn-Station Hausener Weg und danach die Autobahnanschlussstelle Ludwig-Landmann-Straße der BAB 66 in  Kleeblattausführung. Es ist auch gleichzeitig der nördliche Endpunkt der Bundesstraße 44 nach Ludwigshafen am Rhein und die Stadtteilgrenze nach Frankfurt-Praunheim. Auf der rechten Straßenseite liegen nun die Praunheimer Niddaauen, links verläuft die von Ernst May geschaffene Siedlung Westhausen. Die Straße ist nun nur noch vierspurig mit U-Bahn-Trasse. Es folgen die Stationen Stephan-Heise-Straße und Friedhof Westhausen. Der Friedhof liegt allerdings etwas abgelegen jenseits der Wohnsiedlung und ist einer der größten in Frankfurt. Nach der Westhausensiedlung führt die Straße schließlich durch die Siedlung Praunheim, die ebenfalls Teil von Mays Neuem Frankfurt ist.

### Heerstraße
An der Heerstraße, einer ehemaligen Römerstraße von Mainz nach Nida, endet die Ludwig-Landmann-Straße. Hier entsteht zurzeit ein neues Industriegebiet. Etwa 200 m hinter der Heerstraße führt lediglich ein Feldweg weiter nach Nordwesten. Zeugnis einer ehemaligen Planung, die Straße über diesen Feldweg weiter bis nach Steinbach zu verlängern, ist die überdimensionale Autobahnbrücke unter der BAB 5 in Höhe der Tank- und Rastanlage Taunusblick.

## Geschichte

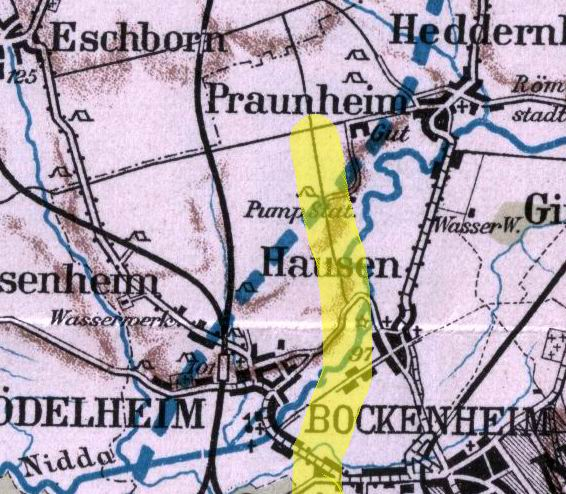
Der Bereich Rödelheim/Praunheim um 1920, gelb markiert der heutige Straßenverlauf

Der 1910 nach Frankfurt eingemeindete Stadtteil Praunheim war aufgrund seiner Flächenreserven ein Schwerpunkt des Wohnungsbauprogramms Neues Frankfurt. Zwischen 1926 und 1931 entstanden hier, nach Plänen von Ernst May und Herbert Boehm, die Siedlungen Praunheim und Westhausen. Zur Erschließung der Siedlungen wurde ein vorhandener, in Richtung Vortaunus führender Weg, an dem sich seit 1887 ein Wasserwerk befand, zur städtischen Hauptstraße ausgebaut. Die Arbeiten waren 1931 abgeschlossen, die neue Hindenburgstraße führte von der alten Rödelheim-Hausener Landstraße (heute: Hausener Weg) nach Nordwesten bis zur Heerstraße. Eine Verlängerung in Richtung Steinbach (Taunuszubringer) war geplant.
1932 wurde im Zuge der neuen Straße eine Straßenbahnstrecke eröffnet, die zunächst von der Linie 2 bedient wurde. Die neue Tramstrecke zweigte im Hausener Ortskern, am Sportplatz, von der seit 1913 betriebenen Linie Schönhof – Praunheim Brücke ab und folgt der Straße Am Industriehof und der Ludwig-Landmann-Straße bis zur Heerstraße.
In der Ludwig-Landmann-Straße 210–216 befand sich von Anfang 1943 bis März 1945 ein Zwangsarbeiterlager für etwa 340 Frauen, die bei Hartmann & Braun in der Heerstraße eingesetzt waren. Die meisten von ihnen stammten aus Russland, der Ukraine und Weißrussland. An ihr Schicksal erinnert eine 1995 enthüllte Gedenktafel.
1947 wurden die Straßen in der Siedlung Westhausen nach antifaschistischen Widerstandskämpfern benannt. Die Hindenburgstraße erhielt den Namen des jüdischen Oberbürgermeisters Ludwig Landmann, der vor den Nationalsozialisten ins niederländische Exil fliehen musste. Straße und Siedlungen entstanden in Landmanns Amtszeit, er war wichtiger Initiator des Neuen Frankfurt und damit auch der nun nach ihm benannten Straße.
Der Bau des südlichen Straßenabschnitts und des Ausbaus der Ludwig-Landmann-Straße zur innerstädtischen Hauptverkehrsachse begann in den 60er Jahren. Das Projekt war Teil eines umfangreichen Plans zum Schnellstraßenbau in den nordwestlichen Stadtteilen. Die bisherige Anschlussstelle Frankfurt-West an der Autobahn A 5 wurde zu einem Autobahnkreuz umgebaut, die A 66 ins innere Stadtgebiet hinein verlängert. An der Ludwig-Landmann-Straße entstand eine Anschlussstelle der neuen Stadtautobahn. Ihre Verlängerung bis zum neuen Straßenknoten an der Miquelallee erfolgte 1976. 1974 wurde die vierspurig ausgebaute Straße vom Kreisel Industriehof bis zur Egestraße eröffnet, ab 1977 folgte der restliche Teil bis zur Heerstraße.
Der südliche Straßenabschnitt ist seit 1976 bis zur Lötzener Straße, seit 1980 bis zum damaligen Opelrondell durchgehend vierspurig befahrbar.